# レッスルマニアXX
レッスルマニアXX（レッスルマニアトゥエンティー、WrestleMania XX）は、アメリカ合衆国のプロレス団体WWEが2004年3月14日に開催した年間最大の興行およびPPVの名称である。

## 概要
- 今大会はレッスルマニアの20周年記念大会ということで、節目の第1回および第10回の会場となったWWEの本拠地ニューヨークのマディソン・スクエア・ガーデンにて開催された。

- 会場には世界16ヶ国、全米48の州から観客が集まり、世界90ヶ国でPPVが視聴された[5]。

- 開催地であるニューヨークには推定13万5千ドルの経済効果があり、これは96の職に相当する額となった[4]。

- メインイベントのショーン・マイケルズ、トリプルH、クリス・ベノワの3選手によるトリプルスレットマッチは、プロレスリング・イラストレーテッド紙において2004年の年間最高試合に選出されている。また、この試合の高評価を受けてこれ以後のレッスルマニアではトリプルスレット形式の試合が度々組まれており、WWE以外の団体においても王座戦に採用するなど、業界に影響を及ぼす試合となった。

- メイン戦に勝利し、WWEにおいてはじめて最高位の王座を獲得したクリス・ベノワはベルトを抱き寄せ感涙した。そして紙吹雪が舞う中、WWE王者のエディ・ゲレロがリングに上がりベノワを祝福、両者は抱擁を交わし、観客は2人に喝采を送った。ベテランであったベノワとエディは本大会が初のレッスルマニアにおけるメインイベント出場であった。しかし後に両名とも急逝したため、本大会が最初で最後のメインイベント出場となった。

## レスナー対ゴールドバーグの問題
今大会の第7試合で行われたビル・ゴールドバーグとブロック・レスナーの一戦で、大きな問題が起こった。本来ならこの試合は、当時のWWEを代表する怪物2人の初対決で、しかもレフェリーをアティテュード期のWWFを象徴するヒーローだったスティーブ・オースチンが務めることもあり、2大世界王座戦やエボリューション対ロックンソッコ・コネクション、アンダーテイカーの復活以上に大きな注目を集めていた。
しかし開催日が近づくと、インターネット上に「ゴールドバーグがレッスルマニアを最後にWWEを離脱する」「レスナーがWWEを退団し、プロレス界からも身を引いてNFLに挑戦する」といった情報が非公式に流れ、WWEは公にしなかったものの世界中のファンが知るところとなった。
そして大会当日を迎え、試合開始当初はベビーフェイスのオースチンとゴールドバーグには声援、ヒールのレスナーにはブーイングが浴びせられていたが、やがてそれは試合自体を拒絶する巨大なブーイングとなった。
そのような状況下で試合は進められたが、実況担当のジム・ロスが言葉を濁しながらもゴールドバーグとレスナーの去就を語り、試合後はオースチンが2人に立て続けにスタナーを浴びせてファンの気持ちを静めた。

## 結果
- WWE・US王座戦 -WWE United States Championship-

●ビッグ・ショー (c) vs ジョン・シナ○
- フェイタル4ウェイ形式世界タッグ王座戦 -Fatal Four-Way Match for the World Tag Team Championship-

○ブッカー・T&ロブ・ヴァン・ダム (c) vs マーク・ジンドラック&ギャリソン・ケイド vs ダッドリー・ボーイズ (ババ・レイ・ダッドリー&ディーボン・ダッドリー) vs ラ・レジスタンス (ロブ・コンウェイ&レネ・デュプリー) ●
- ○クリスチャン vs クリス・ジェリコ (w / トリッシュ・ストラタス)●

- ハンディキャップ・マッチ -Handicap Match-

○エボリューション (ランディ・オートン&バティスタ&リック・フレアー) vs ロックンソッコ・コネクション (ザ・ロック&ミック・フォーリー) ●
- プレイボーイ・イブニング・ガウン・マッチ -Playboy Evening Gown Match-

○セーブル&トリー・ウィルソン vs ステイシー・キーブラー&ミス・ジャッキー●
- クルーザーウェイト・オープン・マッチ形式WWEクルーザー級王座戦 -Cruiserweight Open Match for the WWE Cruiserweight Championship-

○チャボ・ゲレロ (c) (w / チャボ・クラシック) vs レイ・ミステリオ vs アキオ vs タジリ vs ビリー・キッドマン vs ジェイミー・ノーブル vs ナンジオ vs フナキ vs ウルティモ・ドラゴン vs シャノン・ムーア
| 試合順 | 対戦カード                                   | 勝者                                                                |
| 1      | ウルティモ・ドラゴン vs シャノン・ムーア     | ウルティモ・ドラゴン                                                |
| 2      | ジェイミー・ノーブル vs ウルティモ・ドラゴン | ジェイミー・ノーブル                                                |
| 3      | ジェイミー・ノーブル vs フナキ               | ジェイミー・ノーブル                                                |
| 4      | ジェイミー・ノーブル vs ナンジオ             | ジェイミー・ノーブル                                                |
| 5      | ビリー・キッドマン vs ジェイミー・ノーブル   | ビリー・キッドマン                                                  |
| 6      | レイ・ミステリオ vs ビリー・キッドマン       | レイ・ミステリオ                                                    |
| 7      | レイ・ミステリオ vs タジリ                   | レイ・ミステリオ                                                    |
| 8      | レイ・ミステリオ vs アキオ                   | 第7試合でアキオがタジリのグリーンミストを誤爆されたため試合前に退場 |
| 9      | チャボ・ゲレロ vs レイ・ミステリオ           | チャボ・ゲレロ                                                      |

- インタープロモーショナル・マッチ -Interpromotional Match- スペシャル・レフェリー："ストーンコールド" スティーブ・オースチン

○ゴールドバーグ(RAW) vs ブロック・レスナー (SmackDown!)●
- フェイタル4ウェイ形式WWEタッグ王座戦 -Fatal Four-Way Match for the WWE Tag Team Championship-

○スコッティ・2・ホッティ&リキシ (c) vs ザ・ワールド・グレイテスト・タッグチーム (シェルトン・ベンジャミン&チャーリー・ハース) vs A.P.A (ブラッドショー&ファルーク) vs バシャム・ブラザーズ (ダニー・バシャム&ダグ・バシャム) ●
- ヘアー vs. タイトル・マッチ形式WWE女子王座戦 -Hair vs. Title Match for the WWE Women's Championship-

○ビクトリア (c) vs モーリー・ホーリー●
ビクトリアが勝利すればモーリー・ホーリーが丸坊主になる。モーリー・ホーリーが勝利すればWWE女子王座を獲得
- WWE王座戦 -WWE Championship-

○エディ・ゲレロ (c) vs カート・アングル●
- インタープロモーショナル・マッチ -Interpromotional Match-

○ジ・アンダーテイカー (w / ポール・ベアラー) (SmackDown!) vs ケイン (RAW) ●
- トリプルスレット形式世界ヘビー級王座戦 -Triple Threat Match for the World Heavyweight Championship-

●トリプルH (c) vs ショーン・マイケルズ vs クリス・ベノワ○
王座戦の後、リング上にエディ・ゲレロが登場。友人であるベノワのベルト奪取を祝い、抱擁し合った。